# Peeters Publishers
Peeters Publishers — международное академическое издательство, основанное в Лёвене в 1857 году. Peeters Publishers издаёт 200 новых наименований и 75 журналов в год. Гуманитарные и социальные науки являются основными областями деятельности издательства. Серии посвящены библейским исследованиям, религиоведению, патристике, античности и востоковедению, египтологии, философии, этике, исследованиям средневековья и искусству. 

## История
В 1857 году семья Петерс открыла типографию и книжный магазин в центре Лёвена. Компания быстро росла и на рубеже XX века насчитывала более 100 сотрудников.
Пожар Лёвена в 1914 году уничтожил компанию. После Первой мировой войны семья сосредоточилась в основном на своём книжном магазине. В 1960 году Эммануэль Петерс взял на себя управление Imprimerie Orientaliste и вернул бизнес по печати книг семье Петерс в Лёвене.
По сей день (по состоянию на 2020 год) издательство Peeters Publishers по-прежнему находится в семейном владении и активно интернационализировало свою деятельность.